# Premier (motoryzacja)

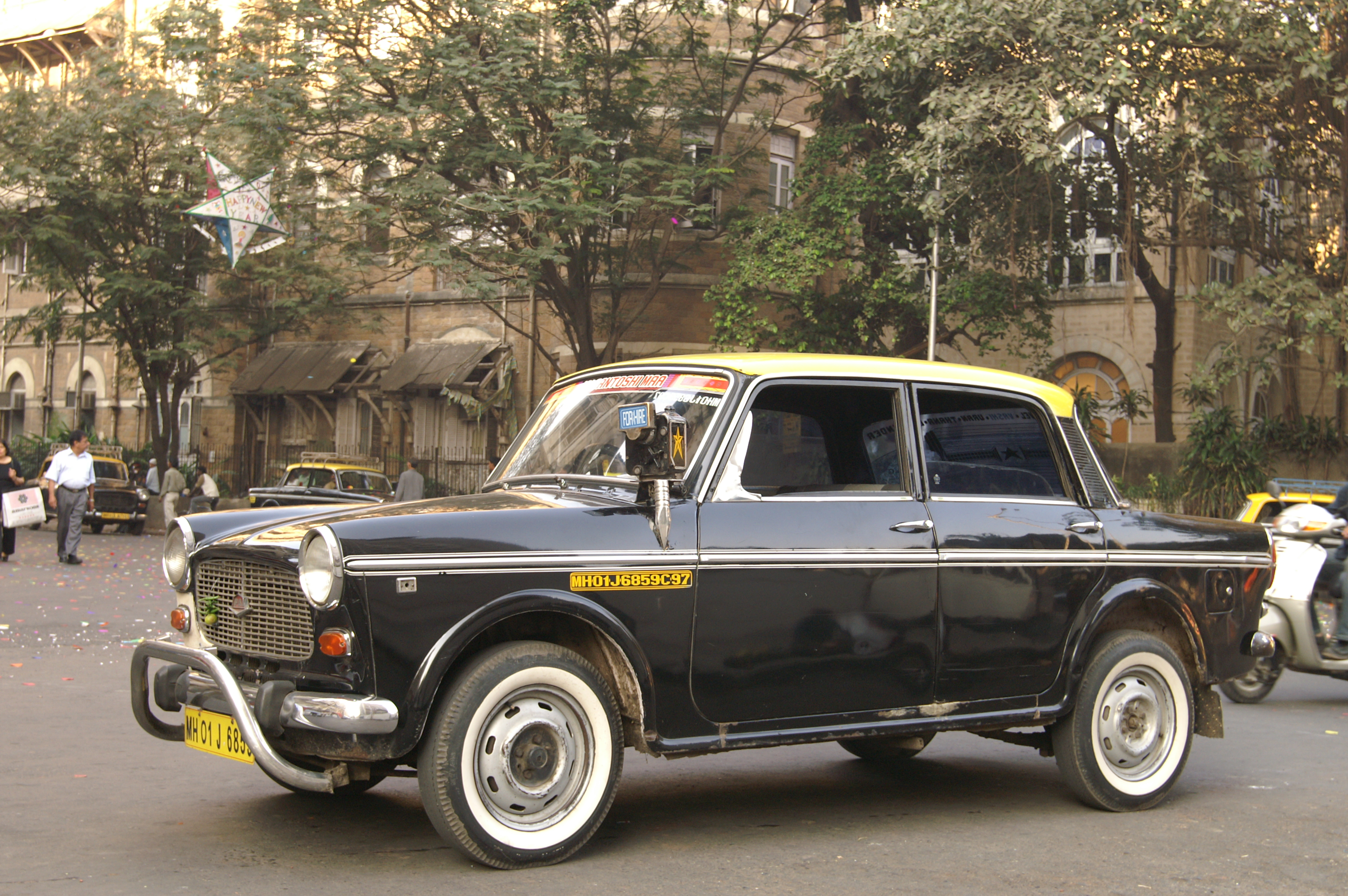
Premier Padmini jako bombajska taksówka

Premier – indyjskie przedsiębiorstwo branży motoryzacyjnej produkujące samochody osobowe i użytkowe, a także różnego rodzaju urządzenia mechaniczne.
Przedsiębiorstwo powstało w 1944 roku, a jego siedziba mieści się w Pune.

## Modele

### Obecne
- Premier RiO – SUV
- Premier Roadstar – mały samochód ciężarowy
- Premier Sigma – mikrovan

### Dawne
- Dodge Kingsway
- Plymouth Savoy
- Fiat 500
- Fiat Uno
- Peugeot 309
- Premier Padmini (Fiat 1100)
- Premier 118NE (Fiat 124)